# Jevgenij Paščenko
Jevgenij Paščenko (ukr. Євге́н Микола́йович Па́щенко, Evgen Mykolajovič Paščenko) (Vorkuta, Rusija, 9. rujna 1950. – Zagreb, 8. svibnja 2021.) ukrajinski filolog, povjesničar, ukrajinist i diplomat. Bio je promicatelj ukrajinske kulture u Hrvatskoj.

## Životopis
Rodio se 9. rujna 1950. godine u Vorkuti. Živio je u Zaporožju.
Godine 1975. je na Kijevskom sveučilištu „Taras Ševčenko“ diplomirao ukrajinistiku. Slavistiku je diplomirao na Filozofskom fakultetu u Beogradu. Na Institutu za književnost Nacionalne akademije znanosti Ukrajine završio je poslijediplomski studij. Na Institutu za umjetnost, folklor i etnografiju iste akademije magistrirao je folkloristiku 1982. godine. Rad je bio "Folklorizam u stvarateljstvu Vladimira Nazora" («Фольклоризм у творчості Владимира Назора»). Teoriju i povijest kulture doktorirao je 1996. na Institutu za kulturu u Kijevu, tema "Ukrajinsko-srpske literaturne i kulturne sveze u dobi baroka 17. i 18. stoljeća: kontakti, tipologija, stilistika" (Українсько-сербські літературні й культурні зв'язки доби бароко XVII–XVIII століть: контакти, типологія, стилістика). Zaposlio se kao znanstvenik na Institutu za umjetnost, folklor i etnografiju „Maksim Rilski“ Nacionalne akademije znanosti Ukrajine. Na Kijevskom sveučilištu predavao je kroatistiku. Od 2009. bio je predstojnik Katedre za ukrajinski jezik i književnost Odsjeka za istočnoslavenske jezike i književnosti Filozofskog fakulteta u Zagrebu. Od poznatijih osoba, bio je mentorom Damiru Pešordi. Godine 1994. godine Paščenko se je uključio u ukrajinsku diplomaciju. Godine 2008. pokrenuo je ediciju Ucrainiana croatica, kojoj je urednikom. Bavio se istraživanjem ukrajinsko-hrvatskih sveza kroz povijest.

## Djela
Napisao je niz monografija i studija, rasprava, eseja, uredio, priredio i sastavio nekoliko djela. 
(izbor)
- Etnogeneza i mitologija Hrvata u kontekstu Ukrajine, 1999.
- Podrijetlo Hrvata i Ukrajina, 2006.
- Slavist i imperiji. Vatroslav Jagić između Galicije, Malorusije i Ukrajine
- Od Kijeva do Poljica. Tragom prastarih migracija, 2010.
- Ukrajinsko-hrvatske književne poredbe, 2010.

Sastavio je antologiju:
- Mala antologija horvats’koji poeziji: Ideja svitu. Upor’jadkuvannja, Kijev, 2008. (zajedno s Dmytrom Pavlyčkom
- Vibrani poezii = Izabrane pjesme, 2014. (prevela s ukrajinskoga Antica Menac; bilješke i komentari Rajisa Trostinska; izbor pjesama i pogovor Jevgenij Paščenko)

Komentari u izdanju:
- Ukrajins’kyj politycnyj foljklor. Pisni, perekazy, prysilvja, prykazky, prykmety. Upor’adkuvannja, peredmova, komentari Jevgena Paščenka, Kyjiv, 2008.
- Marija Matios: Slatka Darica: drama u tri života (s ukrajinskog prevela Dijana Dill, uvod Jevgenij Paščenko, 2011., ISBN 978-953-95013-7-0

Urednik izdanja:
- Genocidni zločin totalitarnog režima u Ukrajini 1932- 1933., 2008.

Priredio:
- Hrvatska/Ukrajina. Kulturne veze od Jadrana do Dnjepra, 1996.
- Hrvatska ševčenkiana, 2011.
- Most iznad vremena, 2011. (Bogdan Igor Antonyč, prepjev s ukrajinskoga Dubravka Dorotić Sesar)
- Zakarpats'ka Ukrajina: povijest - tradicija - identitet : zbornik radova (prijevod s ukrajinskoga), 2013.

Članke je objavio u Kolu Matice hrvatske, Migracijskim temama, Hrvatskoj reviji, Dubrovniku (časopisu Matice hrvatske), Riječi, Novom listu, Vijencu, Hrvatskom književnom listu, Zborniku radova Nazorovih dana, Bračkom zborniku, Fluminensiji, Nova croatici, Narodnoj umjetnosti, Zarezu, Hrvatskom zemljopisu i dr.

## Nagrade i priznanja
- 2001.: Plaketa predsjednika Hrvatskoga sabora za osobit doprinos u unapređenju suradnje dviju država, hrvatskoga i ukrajinskoga naroda
- 2006.: Plaketa Veleposlanstva Ukrajine u Republici Hrvatskoj
- 2010.: Počasna povelja i medalja ukrajinske Vrhovne Rade (parlamenta) za posebne zasluge u promicanju Ukrajine.

## Vanjske poveznice
- Udruga Horus / Jevgenij Paščenko: Groblja Galicije - istraživanje groblja hrvatskih vojnika iz Prvog svjetskog rata, u Galiciji, Ukrajina, Ministarstvo kulture RH